# Циммерман, Джон (фотограф)
Джон Ци́ммерман (англ. John G. Zimmerman; 30 сентября 1927, Лос-Анджелес, Калифорния, США — 3 августа 2002, Монтерей, Калифорния, США) — американский фотограф, фотокорреспондент журналов Life, Time, Sports Illustrated и Saturday Evening Post.

## Биография
Родился в пригороде Лос-Анджелеса Пакоиме в 1927 году. Основам фотографии его обучил отец, работавший осветителем в кинокомпании «Метро-Голдвин-Майер». Во время учёбы в средней школе окончил трёхлетний курс фотографии, который проводил голливудский оператор Кларенс Бейч (англ. Clarence Bach). Во время обучения Бейч давал своим студентам задания на осуществление той или иной съёмки, как если бы это была ежедневная газета. В то время Циммерман научился репортажной фотографии — в частности, фотографируя известных музыкантов и спортсменов, среди которых Бинг Кросби и Нэт Кинг Коул. Во время Второй мировой войны проходил воинскую службу на флоте в качестве фотографа. Демобилизовавшись, поступил на учёбу в колледж, где продолжил обучение фотографии. 
С 1947 года, в возрасте 22 лет стал сотрудничать в качестве фотографа с журналами Life и Time. 1 ноября 1950 года оказался вблизи Белого Дома в момент организованного пуэрто-риканскими националистами покушения на президента США Гарри Трумэна, его фотографии были опубликованы и в Time, и в Life. В 1956 году был направлен редакцией Life в Детройт, чтобы запечатлеть перемещение старой Моряцкой церкви на новое место. Циммерман применил необычную для того времени технику, чтобы запечатлеть это событие — съёмку на очень долгой выдержке, что создавало ощущение стремительно несущегося по городу здания церкви. Эта фотография стала одной из «визитных карточек» Циммермана.
В 1956 году стал одним из двух штатных фотографов только что созданного журнала Sports Illustrated и проработал в там до 1963 года. За это время стал одним из наиболее авторитетных и известных спортивных фотожурналистов США — его фотографии 107 раз помещались на обложку журнала. В своих работах Циммерман использовал многие не использовавшиеся до него техники фотографирования, что позволяло добиваться необычных эффектов и ракурсов. Многие из применявшихся Циммерманов приёмов фотографирования являются обыденными в наше время, но были абсолютной новинкой в середине 1950-х годов.
В 1963 году Циммерман покинул Sports Illustrated и в течение двух лет работал в журнале Saturday Evening Post. Он резко изменил область деятельности, после спорта став фотохроникёром светской жизни, шоу-бизнеса, науки, политики и бизнеса. Среди знаменитых фотографий Циммермана этого периода — фотография The Beatles, помещённая на обложку Saturday Evening Post.
В 1965 году Джон Циммерман покинул Saturday Evening Post и стал фотографом-фрилансером, сотрудничая со многими изданиями и компаниями. Среди прочих, Циммерман производил фотосъёмку для таких всемирно известных компаний, как Ford, Exxon, General Electric и Coca-Cola. Он разработал особую систему установки света для фотографирования архитектурных объектов, его фотографии публиковались такими изданиями, как Time, Life и The American Home. Джон Циммерман также продолжал фотосъёмку спортивных событий — за свою карьеру он вёл фотолетопись десяти олимпийских игр и огромного количества иных спортивных событий. 
Джон Циммерман скончался от лимфомы в 3 августа 2002 года в возрасте 74 лет в больнице города Монтерея, штат Калифорния, США.

## Вклад в фотоискусство
Джон Циммерман является пионером многих широко используемых сегодня приёмов фотографии. Так, ещё в 1950-х годах от был первым, кто поместил фотокамеры с дистанционным управлением над баскетбольным кольцом и позади сетки хоккейных ворот. Он использовал технику множественного открытия диафрагмы на одном кадре. Для съёмок портретов он использовал долгую выдержку, что создавало эффект движения. В 1980-х годах при съёмках пловчихи Дженни Чандлер он использовал частично погружённую в воду фотокамеру и 4—5 попеременно включавшихся фотовспышек при открытой диафрагме камеры. Для создания биллбордов к Олимпийским играм 1984 года в Лос-Анджелесе он создал групповую фотографию из 16 000 человек, включая мэра города Тома Брэдли, актёра Грегори Пека и певца Пэта Буна.
Фоторедактор журнала Sport Illustrated Стив Файн назвал Циммермана «крёстным отцом современной спортивной фотографии».

## Личная жизнь
Во второй половине 1950-х годов, во время одного из авиаперелётов из Нью-Йорка в Филадельфию Джон познакомился со стюардессой авиакомпании Trans World Airlines Делоурес Майтер. В 1958 году Делоурес вышла за него замуж, у них было трое детей. Она также взяла на себя управление созданной Джоном Циммерманом компании и её финансами, что позволило Джону полностью сконцентрироваться на фотоискусстве.